# فيستوكة ميري
فيستوكة ميري أو أطلس فيسكو هو نوع من العشب كثيف التكتل. هذا النبات مستوطن في شمال إفريقيا. يبلغ طولها 50-100سم. يزرع كعشب الزينة.